# Egypte op de Olympische Zomerspelen 2004
Egypte nam deel aan de Olympische Zomerspelen 2004 in Athene, Griekenland. Voor het eerst sinds 1948 won het weer een gouden medaille.

## Medailleoverzicht
| Sport     | Olympiër        | Discipline               | Medaille |
| --------- | --------------- | ------------------------ | -------- |
| Worstelen | Karam Gaber     | -96kg Grieks-Romeins (m) | Goud     |
| Boksen    | Mohamed Aly     | +91kg (m)                | Zilver   |
| Boksen    | Ahmed Ismail    | -81kg (m)                | Brons    |
| Boksen    | Mohamed Elsayed | -91kg (m)                | Brons    |
| Taekwondo | Tamer Bayoumi   | -58kg (m)                | Brons    |

## Deelnemers en resultaten per onderdeel

### Atletiek
| Olympiër              | Discipline         | Resultaat | Prestatie                             |
| --------------------- | ------------------ | --------- | ------------------------------------- |
| Omar Ahmed El Ghazaly | discuswerpen (m)   | 33e       | kwalificatie groep B: 19de met 55,53m |
|                       |                    |           |                                       |
| Marwa Hussein         | kogelslingeren (v) | 38e       | kwalificatie groep B: 19de met 62,27m |

### Boksen
| Olympiër        | Discipline | Resultaat | Prestatie |
| --------------- | ---------- | --------- | --- |
| Saleh Khoulef   | -64kg (m)  | 17e       | 1ste ronde: V van RUS Maletin: scheidsrechterlijke beslissing |
| Mohamed Hekal   | -69kg (m)  | 9e        | 1ste ronde: W van AFG Sultani: 40-12 2de ronde: V van RUS Saitov: 17-18                                                                                          |
| Ramadan Yasser  | -75kg (m)  | 5e        | 1ste ronde: vrij 2de ronde: W van ROU Simion: 36-29 2de ronde: V van KAZ Golovkin: 20-31                                                                         |
| Ahmed Ismail    | -81kg (m)  | Brons     | 1ste ronde: W van TKM Kurbanov: 44-2 2de ronde: W van CAN Stewardson: 38-22 kwartfinale: W van GRE Pavlidis: blessure halve finale: V van BLR Aripgadjiev: 20-23 |
| Mohamed Elsayed | -91kg (m)  | Brons     | 1ste ronde: W van UZB Alborov: 18-18 kwartfinale: W van AUS Forsyth: 27-12 halve finale: V van BLR Zuyev: walk-over                                              |
| Mohamed Aly     | +91kg (m)  | Zilver    | 1ste ronde: W van CMR Takam: 32-19 kwartfinale: W van LTU Jaksto: 19-11 halve finale: W van CUB Nunez: 18-16 finale: V van RUS Povetkin: walk-over               |

### Boogschieten
| Olympiër        | Discipline      | Resultaat | Prestatie                                                                    |
| --------------- | --------------- | --------- | ---------------------------------------------------------------------------- |
| Ismail Essam    | individueel (m) | 62e       | plaatsingsronde: 57ste met 602 punten 1ste ronde: V van DEN Lind: 110-158    |
| Youssef Maged   | individueel (m) | 58e       | plaatsingsronde: 59ste met 599 punten 1ste ronde: V van UKR Hrachov: 128-154 |
|                 |                 |           |                                                                              |
| Lamia Bahnasawy | individueel (v) | 58e       | plaatsingsronde: 63ste met 564 punten 1ste ronde: V van KOR Lee: 127-164     |
| May Mansour     | individueel (v) | 64e       | plaatsingsronde: 64ste met 536 punten 1ste ronde: V van KOR Park: 102-154    |

### Gewichtheffen
| Olympiër           | Discipline | Resultaat | Prestatie                                                        |
| ------------------ | ---------- | --------- | ---------------------------------------------------------------- |
| Ahmed Saad         | -56kg (m)  | 11e       | trekken: 13de met 102,5kg stoten: 11de met 130kg totaal: 232,5kg |
| Mohamed El-Tantawy | -77kg (m)  | 17e       | trekken: 19de met 145kg stoten: 15de met 182,5kg totaal: 327,5kg |
| Mohamed Masoud     | +105kg (m) | 11e       | trekken: 12de met 185kg stoten: 11de met 220kg totaal: 405kg     |
|                    |            |           |                                                                  |
| Enga Mohamed       | -48kg (v)  | 13e       | trekken: 12de met 75kg stoten: 13de met 90kg totaal: 165kg       |
| Nahla Ramadan      | -75kg (v)  | DNF       | trekken: 3de met 120kg stoten: geen geldige poging               |

### Handbal
| Olympiër | Discipline | Resultaat | Prestatie |
| --- | ---------- | --------- | --- |
| Mohamad Sharaf Eldin Abdalla Mohamed Ahmed El Ahmar Saber Hussein Wael Fahim Sherif Moemen Ramy Youssef Mohamed Nakib Mahmoud Karam Marwan Ragab Mohamed Abdel Salam Mohamed Keshk Hany El-Fakharany Hassan Yosry Hussein Zaky | mannen     | 12e       | groep B: 6de V van Hongarije: 28-33 V van Duitsland: 14-26 V van Griekenland: 25-26 V van Frankrijk: 21-22 V van Brazilië: 22-26 11-12de plek: V van Slovenië: 24-30 |

| Groep B |             |             |             |             |             |            |            |            |        |
| #       | Land        | Wedstrijden | Wedstrijden | Wedstrijden | Wedstrijden | Doelpunten | Doelpunten | Doelpunten | Punten |
| #       | Land        | G           | W           | G           | V           | V          | T          | Saldo      | Punten |
| 1       | Frankrijk   | 5           | 5           | 0           | 0           | 135        | 108        | +27        | 10     |
| 2       | Hongarije   | 5           | 4           | 0           | 1           | 132        | 124        | +8         | 8      |
| 3       | Duitsland   | 5           | 3           | 0           | 2           | 139        | 110        | +29        | 6      |
| 4       | Griekenland | 5           | 2           | 0           | 3           | 117        | 130        | -13        | 4      |
| 5       | Brazilië    | 5           | 1           | 0           | 4           | 105        | 133        | -28        | 2      |
| 5       | Egypte      | 5           | 0           | 0           | 5           | 110        | 133        | -23        | 0      |

| Ronde        | Datum  | Plaats      | Land  | Score     | Land |
| ------------ | ------ | ----------- | ----- | --------- | ---- |
| Groepsfase   |        |             |       |           |      |
| 14 augustus  | Athene | Hongarije   | 33-28 | Egypte    |      |
| 16 augustus  | Athene | Egypte      | 14-26 | Duitsland |      |
| 18 augustus  | Athene | Griekenland | 26-25 | Egypte    |      |
| 20 augustus  | Athene | Frankrijk   | 22-21 | Egypte    |      |
| 22 augustus  | Athene | Egypte      | 22-26 | Brazilië  |      |
| 11-12de plek |        |             |       |           |      |
| 24 augustus  | Athene | Slovenië    | 30-24 | Egypte    |      |

### Hockey
| Olympiër | Discipline | Resultaat | Prestatie |
| --- | ---------- | --------- | --- |
| Osama Hassanein Ahmed Ramadan Ahmed Mandour Mohamed Kasbr Amro Ibrahim Ahmed Mohamed Yasser Mohamed Ahmed Ibrahim Belal Enaba Mohamed Sameh Walid Mohamed Adnan Ahmed Amro Metwali Mohamed El Mallah Mohamed El Sayed Sayed Hagag | mannen     | 12e       | groep A: 6de V van Groot-Brittannië: 1-3 V van Pakistan: 0-7 V van Duitsland: 1-6 V van Zuid-Korea: 0-11 V van Spanje: 0-3 9-12de plek: V van Zuid-Afrika: 1-5 11-12de plek: V van Argentinië: 2-4 |

| Groep A |                  |             |             |             |             |            |            |            |        |
| #       | Land             | Wedstrijden | Wedstrijden | Wedstrijden | Wedstrijden | Doelpunten | Doelpunten | Doelpunten | Punten |
| #       | Land             | G           | W           | G           | V           | V          | T          | Saldo      | Punten |
| 1       | Spanje           | 5           | 3           | 2           | 0           | 14         | 3          | +11        | 11     |
| 2       | Duitsland        | 5           | 3           | 2           | 0           | 15         | 6          | +9         | 11     |
| 3       | Pakistan         | 5           | 3           | 0           | 2           | 19         | 8          | +11        | 9      |
| 4       | Zuid-Korea       | 5           | 2           | 1           | 1           | 17         | 8          | +9         | 8      |
| 5       | Groot-Brittannië | 5           | 1           | 0           | 4           | 9          | 21         | −12        | 3      |
| 6       | Egypte           | 5           | 0           | 2           | 3           | 2          | 30         | −28        | 0      |

| Ronde        | Datum  | Plaats           | Land | Score      | Land |
| ------------ | ------ | ---------------- | ---- | ---------- | ---- |
| Groepsfase   |        |                  |      |            |      |
| 15 augustus  | Athene | Groot-Brittannië | 3-1  | Egypte     |      |
| 17 augustus  | Athene | Egypte           | 0-7  | Pakistan   |      |
| 19 augustus  | Athene | Duitsland        | 6-1  | Egypte     |      |
| 21 augustus  | Athene | Egypte           | 0-11 | Zuid-Korea |      |
| 23 augustus  | Athene | Spanje           | 3-0  | Egypte     |      |
| 9-12de plek  |        |                  |      |            |      |
| 25 augustus  | Athene | Zuid-Afrika      | 5-1  | Egypte     |      |
| 11-12de plek |        |                  |      |            |      |
| 27 augustus  | Athene | Egypte           | 2-4  | Argentinië |      |

### Judo
| Olympiër           | Discipline | Resultaat | Prestatie |
| ------------------ | ---------- | --------- | --- |
| Amin Mohamed       | -66kg (m)  | 21e       | 1ste ronde: V van ALG Meridja: ippon                                                                                   |
| Haitham Awad       | -73kg (m)  | 21e       | 1ste ronde: V van UKR Bilodid: walk-over                                                                               |
| Elsayed Aboumedan  | -81kg (m)  | 21e       | 1ste ronde: V van ALG Benikhlef: ippon                                                                                 |
| Hesham Mesbah      | -90kg (m)  | 17e       | 1ste ronde: W van CMR Melaping: waza-ari 2de ronde: V van CAN Morgan: yuko                                             |
| Bassel Elgharabawy | -100kg (m) | 13e       | 1ste ronde: W van ARG Loforte: koka 2de ronde: V van NED van der Geest: ippon herkansingen: V van AZE Miraliyev: ippon |
| Islam Elshehaby    | +100kg (m) | 21e       | 1ste ronde: V van UKR Polyanskyy: ippon                                                                                |
|                    |            |           | |
| Samah Ramadan      | +78kg (v)  | 21e       | 1ste ronde: V van RUS Donguzashvili: ippon herkansingen: V van KOR Choi: ippon                                         |

### Moderne vijfkamp
| Olympiër    | Discipline | Resultaat | Prestatie   |
| ----------- | ---------- | --------- | ----------- |
| Raouf Abdel | mannen     | 20e       | 5084 punten |
|             |            |           |             |
| Aya Medany  | vrouwen    | 28e       | 4852 punten |

### Paardensport
| Olympiër       | Discipline     | Resultaat      | Prestatie                              |
| Springconcours | Springconcours | Springconcours | Springconcours                         |
| -------------- | -------------- | -------------- | -------------------------------------- |
| André Sákakini | individueel    | 63e            | kwalificatie: 63ste met 26 strafpunten |

### Roeien
| Olympiër    | Discipline | Resultaat | Prestatie |
| ----------- | ---------- | --------- | --- |
| Ali Ibrahim | skiff (m)  | 14e       | serie 2: 4de in 7.36,60 herkansingen: 2de in 6.59,05 halve finale 2: 6de in 7.14,58 finale C: 2de in 6.55,34 |
|             |            |           | |
| Doaa Moussa | skiff (v)  | 24e       | serie 1: 6de in 8.26,87 herkansingen: 5de in 8.16,57 halve finale 3: 6de in 8.22,45 finale D: 6de in 8.34,80 |

### Schermen
| Olympiër                                          | Discipline      | Resultaat | Prestatie                                                                                                |
| ------------------------------------------------- | --------------- | --------- | --- |
| Muhannad Saif El-Din                              | degen (m)       | 33e       | 1ste ronde: V van THA Rathprasert: 13-15                                                                 |
| Yasser Mahmoud                                    | degen (m)       | 17e       | 1ste ronde: vrij 2de ronde: V van CHN Zhao: 9-15                                                         |
| Ahmed Nabil                                       | degen (m)       | 17e       | 1ste ronde: W van GRE Abalof: 15-6 2de ronde: V van SUI Fischer: 10-15                                   |
| Muhannad Saif El-Din Yasser Mahmoud Ahmed Nabil   | degen team (m)  | 8e        | 1ste ronde: V van Rusland: 30-41 5-8ste plek: V van Oekraïne: 36-45 7-8ste plek: V van China: 26-45      |
| Mostafa Anwar                                     | floret (m)      | 33e       | 1ste ronde: V van VEN Rodriguez: 7-15                                                                    |
| Mostafa Nagaty                                    | floret (m)      | 17e       | 1ste ronde: vrij 2de ronde: V van GER Joppich: 10-15                                                     |
| Tamer Mohamed Tahoun                              | floret (m)      | 9e        | 1ste ronde: vrij 2de ronde: W van POR Gomes: 15-14 3de ronde: V van CHN Wu: 8-15                         |
| Mostafa Anwar Mostafa Nagaty Tamer Mohamed Tahoun | floret team (m) | 8e        | 1ste ronde: V van Italië: 20-45 5-8ste plek: V van Frankrijk: 32-45 7-8ste plek: V van Zuid-Korea: 35-45 |
|                                                   |                 |           | |
| Shaimaa El Gammal                                 | floret (v)      | 17e       | 1ste ronde: V van RUS Boiko: 7-13                                                                        |

### Schietsport
| Olympiër            | Discipline          | Resultaat | Prestatie                                               |
| ------------------- | ------------------- | --------- | ------------------------------------------------------- |
| Mohamed Abdellah    | 10m luchtgeweer (m) | 24e       | kwalificatie: 24ste met 590 punten (96-100-99-99-99-97) |
| Amr El-Gaiar        | skeet (m)           | 34e       | kwalificatie: 34ste met 115 punten (24-22-23-23-23)     |
| Mostafa Hamdy       | skeet (m)           | 29e       | kwalificatie: 29ste met 118 punten (25-25-21-25-22)     |
|                     |                     |           |                                                         |
| Shaimaa Abdel-Latif | 10m luchtgeweer (v) | 33e       | kwalificatie: 33ste met 388 punten (97-96-95-100)       |
| Dina Hosny          | 10m luchtgeweer (v) | 27e       | kwalificatie: 27ste met 391 punten (99-96-98-98)        |

### Synchroonzwemmen
| Olympiër                     | Discipline | Resultaat | Prestatie                             |
| ---------------------------- | ---------- | --------- | ------------------------------------- |
| Heba Abdel Gawad Dalia Allam | duet       | 21e       | kwalificatie: 21ste met 82,234 punten |

### Taekwondo
| Olympiër      | Discipline | Resultaat | Prestatie |
| ------------- | ---------- | --------- | --- |
| Tamer Bayoumi | -58kg (m)  | Brons     | 1ste ronde: W van BRA Ferreira: 10-2 kwartfinale: W van GRE Mouroutsos: 8-2 halve finale: V van TPE Chu: 4-5 herkansingen: W van DOM Mercedes: walk-over bronzen finale: W van ESP Ramos: 7-1 |
| Tamer Hussein | -68kg (m)  | 5e        | 1ste ronde: V van TPE Huang: 1-8 herkansingen: W van AUT Caliskan: 8-4 herkansingen 2 V van KOR Song: 6-8                                                                                     |
|               |            |           | |
| Jermin Anwar  | -49kg (v)  | 12e       | 1ste ronde: V van CAN Gonda: 2-3 |
| Abeer Essawy  | -57kg (v)  | 12e       | 1ste ronde: V van TPE Chi: 0-8 |

### Waterpolo
| Olympiër | Discipline | Resultaat | Prestatie |
| --- | ---------- | --------- | --- |
| Amr Mohamed Mohamed Gamal-el-Din Ibrahim Zaher Bassel Mashhour Hassan Sultan Sherif Khalil Karim Abdel Mohsen Shady El-Helw Ahmed Badr Mahmoud Ahmed Ragy Abdel Hady Omar El-Sammany Walid Rezk | mannen     | Brons     | groep B: 6de V van Australië: 3-14 V van Duitsland: 3-13 V van Griekenland: 4-15 V van Italië: 4-13 V van Spanje: 4-12 7-12de plek: V van Kroatië: 1-12 11-12de plek: V van Kazachstan: 7-15 |

| Groep B |             |             |             |             |             |        |        |        |        |
| #       | Land        | Wedstrijden | Wedstrijden | Wedstrijden | Wedstrijden | Punten | Punten | Punten | Punten |
| #       | Land        | G           | W           | G           | V           | V      | T      | Saldo  | Punten |
| 1       | Griekenland | 5           | 4           | 0           | 1           | 43     | 27     | +16    | 8      |
| 2       | Duitsland   | 5           | 3           | 1           | 1           | 40     | 28     | +12    | 7      |
| 3       | Spanje      | 5           | 3           | 0           | 2           | 35     | 31     | +4     | 6      |
| 4       | Italië      | 5           | 3           | 0           | 2           | 39     | 24     | +15    | 6      |
| 5       | Australië   | 5           | 1           | 1           | 3           | 37     | 35     | +2     | 4      |
| 6       | Egypte      | 5           | 0           | 0           | 5           | 18     | 67     | −49    | 0      |

| Ronde        | Datum  | Plaats     | Land | Score       | Land |
| ------------ | ------ | ---------- | ---- | ----------- | ---- |
| Groepsfase   |        |            |      |             |      |
| 15 augustus  | Athene | Egypte     | 3-14 | Australië   |      |
| 17 augustus  | Athene | Duitsland  | 13-3 | Egypte      |      |
| 19 augustus  | Athene | Egypte     | 4-15 | Griekenland |      |
| 21 augustus  | Athene | Egypte     | 4-13 | Italië      |      |
| 23 augustus  | Athene | Spanje     | 12-4 | Egypte      |      |
| 7-12de plek  |        |            |      |             |      |
| 25 augustus  | Athene | Kroatië    | 12-1 | Egypte      |      |
| 11-12de plek |        |            |      |             |      |
| 27 augustus  | Athene | Kazachstan | 15-7 | Egypte      |      |

### Worstelen
| Olympiër           | Discipline     | Resultaat      | Prestatie |
| Grieks-Romeins     | Grieks-Romeins | Grieks-Romeins | Grieks-Romeins |
| ------------------ | -------------- | -------------- | --- |
| Ashraf El-Gharably | -60kg (m)      | 12e            | groep 3: 2de V van BUL Armen Nazarjan: 3-7 W van UKR Khvoshch: 12-3                                                                                    |
| Mohamed Abdelfatah | -84kg (m)      | 6e             | groep 2: 1ste W van GEO Vakhtangadze: 3-0 W van USA Vering: 4-0 kwartfinale: V van BLR Makaranka: 0-2 5-6de plek: V van GRE Avramis: gediskwalificeerd |
| Karam Gaber        | -96kg (m)      | Goud           | groep 7: 1ste W van POL Sitnik: 6-0 W van GRE Koutsioumpas: 11-6 W van KAZ Mambetov halva finale: W van TUR Özal: 11-8 finale: W van GEO Nozadze: 12-1 |

### Zwemmen
| Olympiër      | Discipline          | Resultaat | Prestatie               |
| ------------- | ------------------- | --------- | ----------------------- |
| Ahmed Hussein | 100m rugslag (m)    | 31e       | serie 3: 3de in 56,86   |
| Ahmed Hussein | 200m rugslag (m)    | 31e       | serie 2: 7de in 2.04,82 |
|               |                     |           |                         |
| Salama Ismail | 100m schoolslag (v) | 28e       | serie 3: 3de in 1.12,20 |

Afghanistan · Albanië · Algerije · Amerikaanse Maagdeneilanden · Amerikaans-Samoa · Andorra · Angola · Antigua en Barbuda · Argentinië · Armenië · Aruba · Australië · Azerbeidzjan · Bahama's · Bahrein · Bangladesh · Barbados · België · Belize · Benin · Bermuda · Bhutan · Bolivia · Bosnië en Herzegovina · Botswana · Brazilië · Britse Maagdeneilanden · Brunei · Bulgarije · Burkina Faso · Burundi · Cambodja · Canada · Centraal-Afrikaanse Republiek · Chili · China · Chinees Taipei · Colombia · Comoren · Congo-Brazzaville · Congo-Kinshasa · Cookeilanden · Costa Rica · Cuba · Cyprus · Denemarken · Djibouti · Dominica · Dominicaanse Republiek · Duitsland · Ecuador · Egypte · El Salvador · Equatoriaal-Guinea · Eritrea · Estland · Ethiopië · Fiji · Filipijnen · Finland · Frankrijk · Gabon · Gambia · Georgië · Ghana · Grenada · Griekenland · Groot-Brittannië · Guam · Guatemala · Guinee · Guinee‑Bissau · Guyana · Haïti · Honduras · Hongarije · Hongkong · Ierland · IJsland · India · Indonesië · Irak · Iran · Israël · Italië · Ivoorkust · Jamaica · Japan · Jemen · Jordanië · Kaaimaneilanden · Kaapverdië · Kameroen · Kazachstan · Kenia · Kirgizië · Kiribati · Koeweit · Kroatië · Laos · Lesotho · Letland · Libanon · Liberia · Libië · Liechtenstein · Litouwen · Luxemburg · Macedonië · Madagaskar · Malawi · Malediven · Maleisië · Mali · Malta · Marokko · Mauritanië · Mauritius · Mexico · Micronesië · Moldavië · Monaco · Mongolië · Mozambique · Myanmar · Namibië · Nauru · Nederland · Nederlandse Antillen · Nepal · Nicaragua · Nieuw-Zeeland · Niger · Nigeria · Noord-Korea · Noorwegen · Oeganda · Oekraïne · Oezbekistan · Oman · Oostenrijk · Oost‑Timor · Pakistan · Palau · Palestina · Panama · Papoea-Nieuw-Guinea · Paraguay · Peru · Polen · Portugal · Puerto Rico · Qatar · Roemenië · Rusland · Rwanda · Saint Kitts en Nevis · Saint Lucia · Saint Vincent en Grenadines · Salomonseilanden · Samoa · San Marino · Sao Tomé en Principe · Saoedi-Arabië · Senegal · Servië en Montenegro · Seychellen · Sierra Leone · Singapore · Slovenië · Slowakije · Soedan · Somalië · Spanje · Sri Lanka · Suriname · Swaziland · Syrië · Tadzjikistan · Tanzania · Thailand · Togo · Tonga · Trinidad en Tobago · Tsjaad · Tsjechië · Tunesië · Turkije · Turkmenistan · Uruguay · Vanuatu · Venezuela · Verenigde Arabische Emiraten · Verenigde Staten · Vietnam · Wit-Rusland · Zambia · Zimbabwe · Zuid-Afrika · Zuid-Korea · Zweden · Zwitserland